# Echium bethencourtii
Echium bethencourtii là loài thực vật có hoa trong họ Mồ hôi. Loài này được A.Santos mô tả khoa học đầu tiên năm 1983.